# Семеновская, Анна Галактионовна
Анна Галактионовна Семеновская (28 июля 1926, Криничанский район, Днепропетровский округ — 26 августа 2012, Соколовка, Днепропетровская область) — передовик советского сельского хозяйства, доярка племенного завода «Любомировка» Верхнеднепровского района Днепропетровской области, Герой Социалистического Труда (1966).

## Биография
Родилась 28 июля 1926 года в селе Весёлые Божедары, ныне Криничанского района Днепропетровской области в семье крестьянина кузнечного дела мастера. Окончила 4 класса школы. 
Трудоустроилась в местный колхоз в 1939 году в полеводческую бригаду. Во время Великой Отечественной войны находилась на оккупированной территории. После освобождения вновь стала работать в местном колхозе. В 1947 году с фронта вернулся отец, которого пригласили в соседнее село Соколовка работать кузнецом. Вся семья переехала на новое место жительство. Анна стала работать в овощеводческой бригаде, выращивала кормовую свёклу.  
В 1950 году перешла работать на ферму дояркой. Стала инициатором движения за высокие надои. В 1965 году сумела получить высокие показатели, от каждой коровы в среднем 4422 литра молока. 
Указом Президиума Верховного Совета СССР от 22 марта 1966 года за получение высоких показателей в сельском хозяйстве и рекордные надои молока Анне Галактионовне Семеновской было присвоено звание Героя Социалистического Труда с вручением ордена Ленина и медали «Серп и Молот». 
Продолжала трудиться в колхозе до выхода на заслуженный отдых.
Проживала в селе Соколовка. Умерла 26 августа 2012 года, похоронена на сельском кладбище. 

## Награды
- Медаль «Серп и Молот» (22.03.1966);
- орден Ленина (22.03.1966);
- другие медали.